# Heti Hírnök
Észak-Magyarországon a második világháborút követő rövid koalíciós korszakot és az 1956-os forradalom néhány kiadványát leszámítva az első független sajtótermék a tabloid formátumú Heti Hírnök, 1989 elején jelent meg Miskolcon.
Az ötletgazda Fónagy István, az MSZMP irányítása alatt működő Észak-Magyarország munkatársa volt. Értesült arról, hogy Szombathelyen megjelent a Térkép című független/ellenzéki lap, így azonnal felvette a kapcsolatot a Radius Hungaricus cég vezetőjével a lap kiadójával, aki megígérte, hogy forrást biztosít egy Miskolc lap kiadására. Fónagy azonnal megkezdte a toborzást. Az alapító első munkatársai: Orosz B. Erika, M .Kiss Csaba, Horpácsi Sándor szintén az Északnál dolgoztak. A Borsodi Bányásztól érkezett Pusztai László, fotósként. Később csatlakozott Lechner Barnabás a Borsodi Vegyésztől, aki a lap szerkesztője lett. Nem várt nehézség a gyártásra kiszemelt Borsodi Nyomdából érkezett azzal, hogy az újságpapír papír importcikk csak különleges engedéllyel használható.
A legnagyobb meglepetés az volt, hogy az akkori már ingadozó MSZMP semmilyen adminisztratív akadályt nem gördített a kiadás elé. A lap 1989. április 17-én került először utcára, mely ezt követően különböző neveken (volt, hogy egyszerre 3 különböző néven és kiadó gondozásban) 18 évig jelen volt az újság piacon. A Heti Hírnök volt az egyetlen olyan hetilap, mely gyökeret tudott verni a rendszervás körül alakult vidéki hetilapok közül, sőt az idők során jelentős számú előfizetőt szerezve 2007-ig megjelent három megyében. Heves Megyében Homa János és Kiss Szabó Ervin, Nógrád megyében pedig Hlavaj Richárd és Ádám Gábor működtették a szerkesztőségeket.
A Rádius Hungaricus Rt. csődje miatt a lap rövid ideig először az ICP Rt. tulajdonába került, majd a SeM Holding egyik leányvállalataként a SeM Press Kft. kiadásában már Új Hírnök néven működött tovább. A lap kiadója az 1990-es években Trio Tv néven, egy kábel hálózaton működő televíziónak is tulajdonosa volt.
Az alapítók közül Horpácsi Sándor, (elhunyt) és M. Kiss Csaba kivételével részt vettek a legutolsó pillanatig a lap munkájában. Orosz B. Erika, aki ma a https://royalmagazin.hu/ közéleti hírportál alapító főszerkesztője és Pusztai László, aki a Hírnök, online utódját szerkeszti, eszakhirnok.com címen.
Az idők során sok kezdő újságíró, s ismert publicista megfordult a lap szerkesztőségében, a teljesség igénye nélkül: Gyarmati Béla, Bekes Dezső, Hajdú Gábor, Hajdú Mariann, Szendrey Péter, M. Kiss Csaba aki később nagy karriert futott be a médiában, majd filmrendező lett, de több nagy példányszámú könyvet jegyzett; Révai Hajdú Viktória aki az RTL híradó indulásától dolgozik a kereskedelmi csatornánál; Németh Csaba, aki a Csillagpont Rádió főszerkesztője, Rábai Zita, aki a Gödi Hírnök szerkesztője lett; Bethlen Tamás a Forma1 Magazin főszerkesztője; Dusza Erika, Zibriczki Zoltán, akinek mára több könyve jelent meg Mason Murray néven. Fotósok: Éder Vera, Máté Gábor.
A lap aktívan részt vett a rendszerváltás folyamatában, itt kaptak először nyilvánosságot a régió ellenzéki politikusai, itt jelentek meg az első tudósítások a rendszer váltással kapcsolatos helyi eseményekről.
A Hírnök több országos visszhangot kiváltó botrányos esetet tárt fel elsőként. Az egyik leghíresebb a BorsodChemben gyártott amfetamin ügye volt, de a lap robbantotta ki a miskolci csaló orvosszakértők ügyét is.
Oknyomozó cikkeik miatt a legelső sajtóperek már a 3. lapszám után elkezdődtek és szinte az utolsó lapszámokig folyamatosan jelen voltak a lap életében.
A lap már az első pillanatoktól kezdve erős bulvár vonalat képviselt a csúcspéldányszám 24  ezer körül volt.
A kiadó hanyatlása a milliárdos tőkével induló országos bulvárújságok és a kereskedelmi televíziók megjelenésének idején indul meg, s a gazdasági világválság idején pecsételődött meg. 2007-ben a SeM Press Lapkiadó Kft.-t felszámolták.